# Lappalie
Eine Lappalie bedeutet so viel wie „Nichtigkeit, Kleinigkeit“ und ist eine zumeist abwertende Bezeichnung für eine bestimmte Angelegenheit oder ein bestimmtes Ereignis. Ein Sprecher, der diesen Begriff benutzt, gibt zu erkennen, dass er die in Rede stehende Angelegenheit bzw. das entsprechende Ereignis für unbedeutend hält.

## Etymologie
Der Begriff wurde im 17. Jahrhundert zunächst in der Pluralform Lappalien gebildet, und zwar als spöttische Nachbildung von Wörtern wie Personalien, wobei der Wortstamm von dem Wort Lappen im Sinne von Lumpen gebildet wird. Die Oeconomische Encyclopädie von Krünitz aus dem Jahr 1858 schreibt dazu: „Es ist aus dem deutschen Worte Lappen und einer lateinischen Endung gebildet. Vermutlich hat man es in den ehemaligen halb lateinischen Zeiten im Scherze gebraucht, und in der mehrern Zahl Lappalia gesagt, woraus dann das heutige in beyden Endungen entstanden ist.“
Beispiel: „Was dem Mann in der Freiheit als eine Lappalie erscheint, ist im Gefängnis von eminenter Wichtigkeit für die Seelenverfassung der Gefangenen.“ (Kurt Tucholsky)